# Cis rotundicollis
Cis rotundicollis es una especie de coleóptero de la familia Ciidae.

## Distribución geográfica
Habita en Nuevas Hébridas y Eromanga.